# Hanilgabat
Ḫanilgabat (auch Ḫanigalbat oder Ḫabilgalbat, KURḪa-ni-kal-bat) ist ein assyrischer geographischer Begriff für Nordsyrien bzw. Obermesopotamien, das Gebiet zwischen dem oberen Habur und dem Euphrat, insbesondere entlang des Flusses Belich. Von geopolitischen und wirtschaftlichen Gesichtspunkten aus war es besonders in der Antike als Übergangsgebiet zwischen Anatolien und Mesopotamien von größter Bedeutung.
Der Begriff wurde ab dem 15. Jahrhundert v. Chr. üblich und wurde oft auch als Bezeichnung für das Reich Mittani (Ma-i-ta-ni) verwendet (da dessen Zentrum in Ḫanilgabat lag) sowie teilweise mit dem Reich der Hurriter gleichgesetzt, das dort ebenfalls eine politische Rolle spielte.
Im 14. Jahrhundert v. Chr. besiegte der hethitische Großkönig Šuppiluliuma I. die Hurriter und Mittani und errichtete ein Unterkönigreich Ḫanilgalbat, um eine Barriere gegen die zunehmenden Expansionsbestrebungen des assyrischen Reiches zu schaffen, welches ebenfalls das strategisch wichtige Obermesopotamien besitzen wollte. Als Herrscher setzte er einen Sohn des ehemaligen mittanischen Königs Tušratta, Šattiwazza, ein, der zu seinem Vasall geworden war und eine hethitische Prinzessin heiratete. Der Machtbereich der ehemaligen Herrscher von Mittani beschränkte sich damit auf die Herrschaft Ḫanilgalbat, weshalb die beiden Begriffe oft gleichbedeutend verwendet werden.
Bereits als um 1321 v. Chr. Muršili II. im Hethiterreich an die Macht kam, zeigten sich Unabhängigkeitsbestrebungen in Ḫanilgabat. Aufgrund der zentralen Lage des Landes endeten diese damit, dass es sich zwar von den Hethitern distanzierte, allerdings nun stärker unter den Einfluss des Assyrischen Reiches geriet. Im Verlauf des 13. Jahrhunderts ging unter dem Druck der Expansionspolitik insbesondere Adad-niraris I. von Assyrien (1295–1264) der östliche Teil des Reiches (zwischen Habur und Belich) verloren, sodass es zu einem unbedeutenden Kleinstaat herabsank. Diesem König gelang es auch, vom Herrscher von Ḫanilgabat Tribute zu erzwingen und einen Aufstand im eroberten Gebiet niederzuzwingen. Salmanassar I. (1263–1234) schließlich entthronte den letzten König Šattuara und eroberte die komplette Region. Er deportierte angeblich 14.000 Einwohner (siehe auch Zwangsumsiedlungen im Assyrischen Reich) und bezog die Region in die Verwaltung Assyriens mit ein. Damit wurde Ḫanilgabat wieder zu einer rein geographischen Bezeichnung.
In der Krise nach dem Tod des Tukulti-apil-ešarra I. (11. Jahrhundert v. Chr.) verlor das Assyrische Reich die Kontrolle über Ḫanilgabat und gewann diese erst zu Beginn des 8. Jahrhunderts zurück, als sich dort jedoch bereits zahlreiche aramäische Reiche gebildet hatten, die erst zerschlagen werden mussten. In dieser Zeit des Neuassyrischen Reiches (9. bis 7. Jahrhundert v. Chr.) wurde der Name Ḫanilgabat genereller als bisher für das Land zwischen den Flüssen Habur, Belich und Euphrat verwendet.